# Katie Kox
Amanda Savini (Hawái, 17 de diciembre de 1985), conocida por su nombre artístico Katie Kox, es una actriz pornográfica estadounidense.

## Carrera
En 2009, mientras vivía en Las Vegas, Kox trabajó tanto en una caja de ahorros como de camarera con el fin de poder independizarse. A través de la industria de servicios conoció a su futuro marido, Rick Barcode, que era propietario de un bar. Su relación dio lugar a KatieKox.com, un sitio web especializado en pornografía interracial.
KatieKox.com alcanzó tal popularidad que Kox contrató a un agente y firmó un contrato con la agencia de modelos 101 Modeling ubicada fuera de Los Ángeles, y desde entonces ha aparecido en películas de las mayores compañías de la industria de cine para adultos como Brazzers, Hustler Video, Adam & Eve, Elegant Angel y Vivid Entertainment, entre otras.

## Premios y nominaciones
- Urban X Awards: Best Interracial Star/Hottest Interracial Star[3]
- Premios AVN: Nominación – Unsung Starlet Of The Year[4]
- XBIZ: Nominación – Porn Star Site Of The Year[5]